# Tâmega (Subregion)
Tâmega ist eine statistische Subregion Portugals und Teil der Região Norte. Sie wurde nach dem gleichnamigen Fluss benannt. Zum  größten Teil besteht sie aus Gebieten des Distriktes Porto und wird durch einzelne Kreise der Distrikte Braga, Vila Real, Viseu und Aveiro komplettiert. Im Norden grenzen Ave und Alto Trás-os-Montes, im Osten Douro, im Süden Dão-Lafões und Entre Douro e Vouga und im Westen Grande Porto an die Subregion. 
Im Jahr 2001 lebten in Tamega auf einer Fläche von 2629 km² 551.301 Menschen.
Die Subregion besteht aus den folgenden 15 Kreisen:
- Amarante
- Baião
- Cabeceiras de Basto
- Castelo de Paiva
- Celorico de Basto
- Cinfães
- Felgueiras
- Lousada
- Marco de Canaveses
- Mondim de Basto
- Paços de Ferreira
- Paredes
- Penafiel
- Resende
- Ribeira de Pena